# Przewodniczący
Przewodniczący – osoba kierująca obradami lub dyskusją na posiedzeniu; zwierzchnik grupy kierujący jej działalnością. 
Osoba sprawująca rolę przewodniczącego jest zwykle wybierana lub wyznaczana przez członków grupy. Obowiązkami przewodniczącego jest kierowanie pracami grupy, dbanie o ciągłość jej prac jak i o konsensus oraz przedstawianie lub reprezentowanie stanowisk czy zadań grupy poza jej obręb.
Pojęcie jest stosowane potocznie np. przewodniczący klasy lub w formie tytułu, np. Przewodniczący Izby Lordów, Przewodniczący Parlamentu Europejskiego.